# Pavillon de Saint-Marin (1900)
 (février 2025).
Le pavillon de Saint-Marin est un bâtiment éphémère de la fin du XIXe siècle construit dans le cadre de l'Exposition universelle de 1900 qui s'est tenue à Paris, en France.

## Situation et accès
L'édifice était situé sur le Champ-de-Mars, au pied de la tour Eiffel, sur la rive gauche de la Seine. Plus largement, il se trouvait dans le 7e arrondissement de Paris, dans l'ancien département de la Seine.

## Structure et exposition

### Extérieur
Il s'agissait d'un bâtiment de forme carrée, surmonté d'une tourelle assez haute, arborant le drapeau blanc et bleu de la république de Saint-Marin.

### Intérieur
L'ensemble de l'exposition de Saint-Marin offrait un aperçu des traditions, de l'histoire et de la culture de ce micro-État. À l'intérieur, le pavillon présentait divers produits industriels de Saint-Marin, tels que des tissus, dentelles, tapis, faïences naïves, tableaux et sculptures. On y trouvait également un portrait de saint Marin, considéré comme le libérateur de la république. Une vitrine exposait les insignes de l'ordre équestre de Saint-Marin, caractérisés par un ruban blanc et bleu. D'autres vitrines présentaient des vues de la ville, des photographies de représentants officiels en costumes chamarrés, ainsi que des soldats de la garde consulaire. Le pavillon abritait aussi des reproductions de documents historiques importants conservés dans les archives de Saint-Marin. Parmi eux figuraient une lettre autographe du général Bonaparte garantissant la prospérité de la République sous la protection de la France, ainsi qu'une lettre de Garibaldi refusant de quitter l'hospitalité des Saint-Marinais. Au centre du pavillon se trouvait une reproduction en bois teinté du palais public de Saint-Marin, réalisée dans un style italien. Un buste d'Émile Loubet, alors président de la République française, sculpté par un artiste saint-marinais, était également exposé, représentant fidèlement le modèle.

Exposition des collections à l'intérieur du pavillon
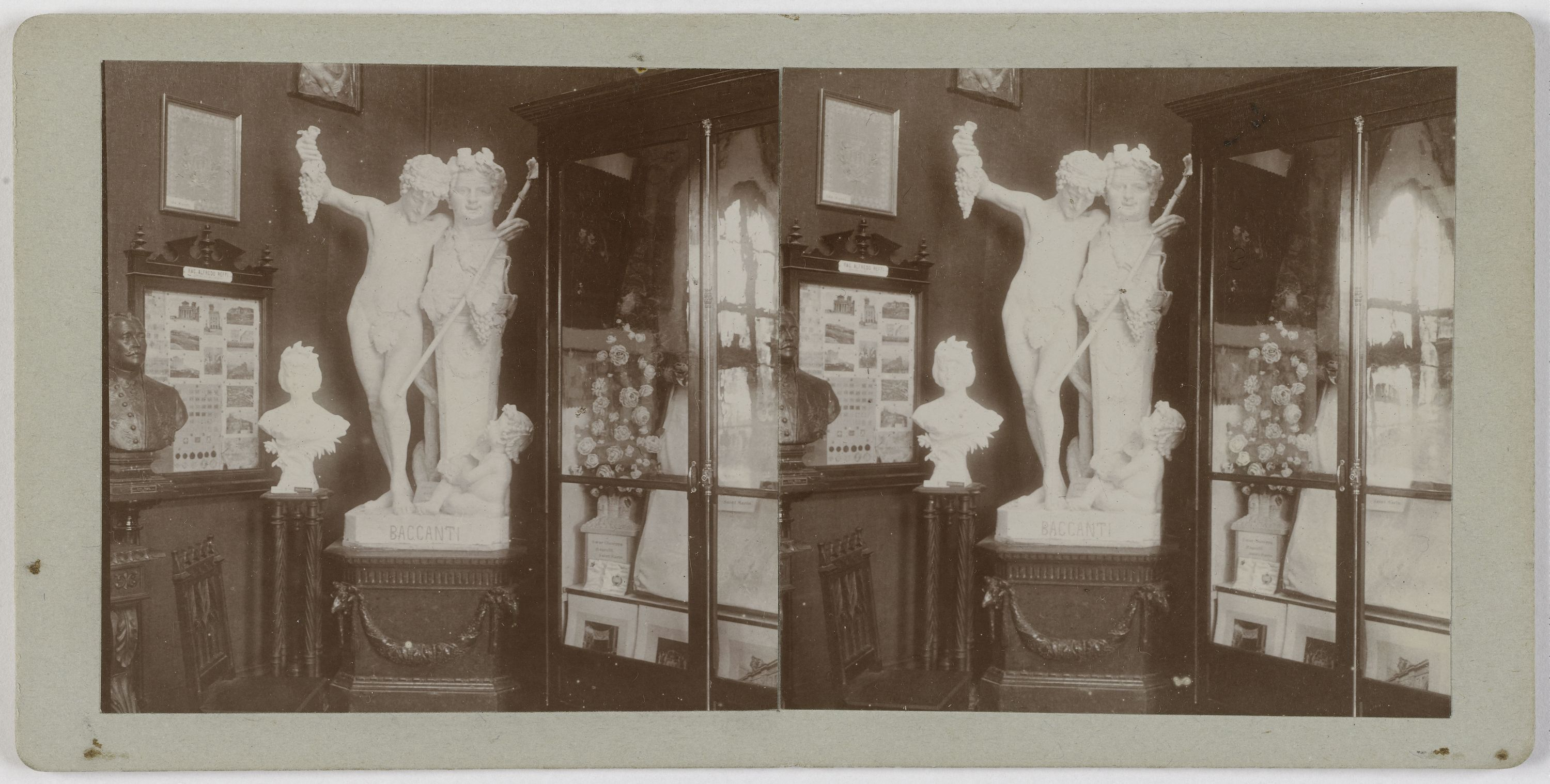
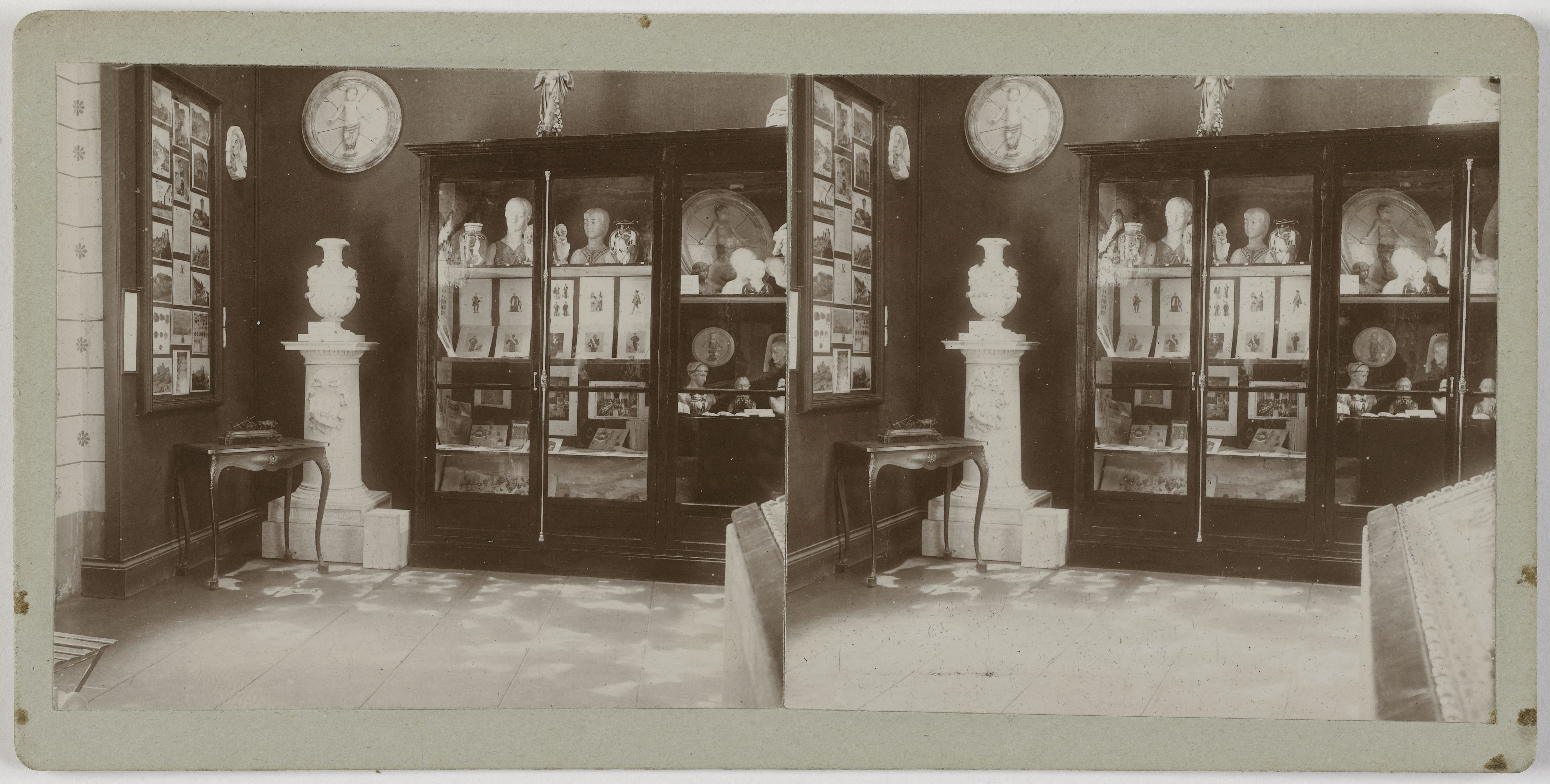
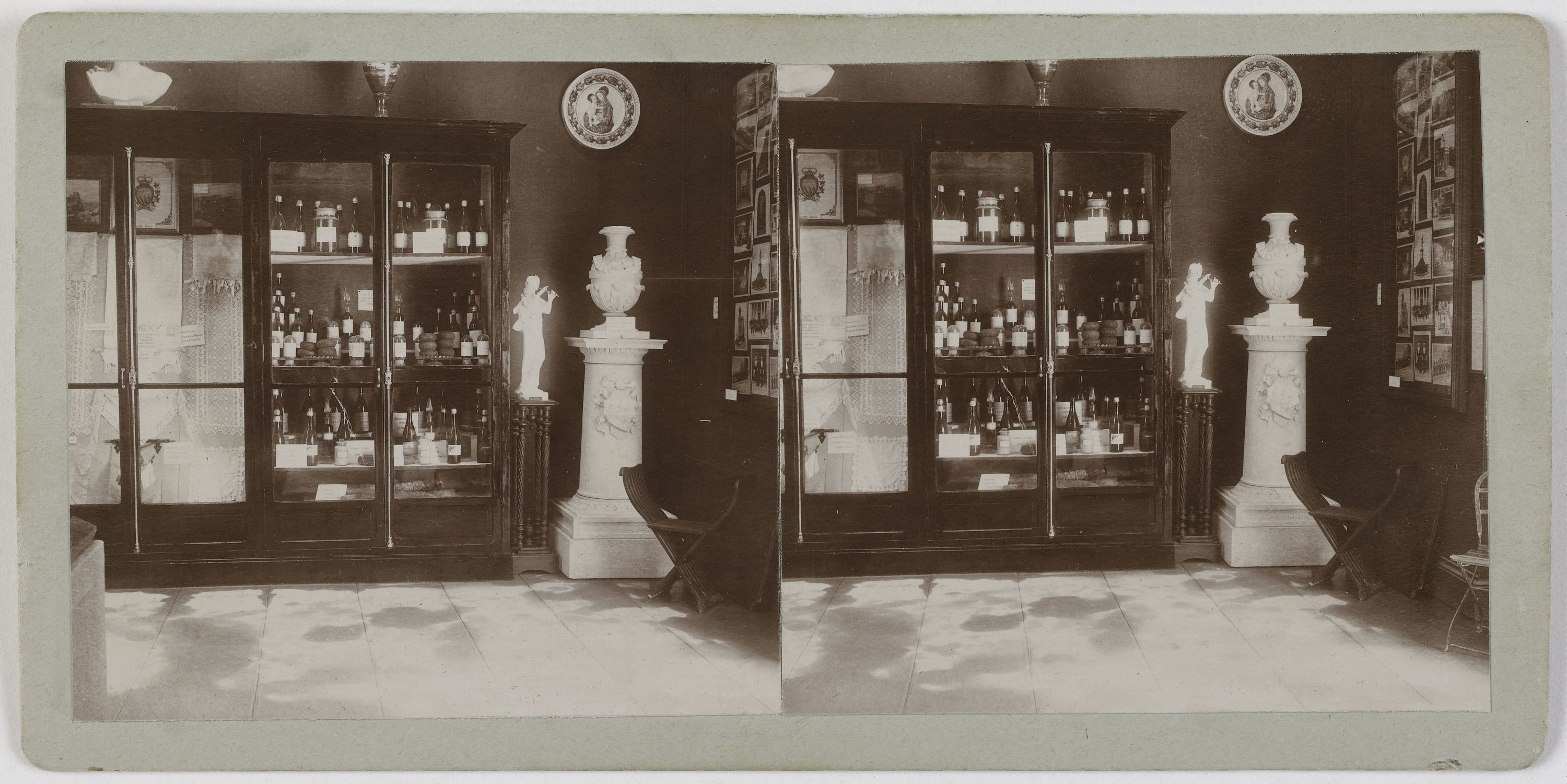
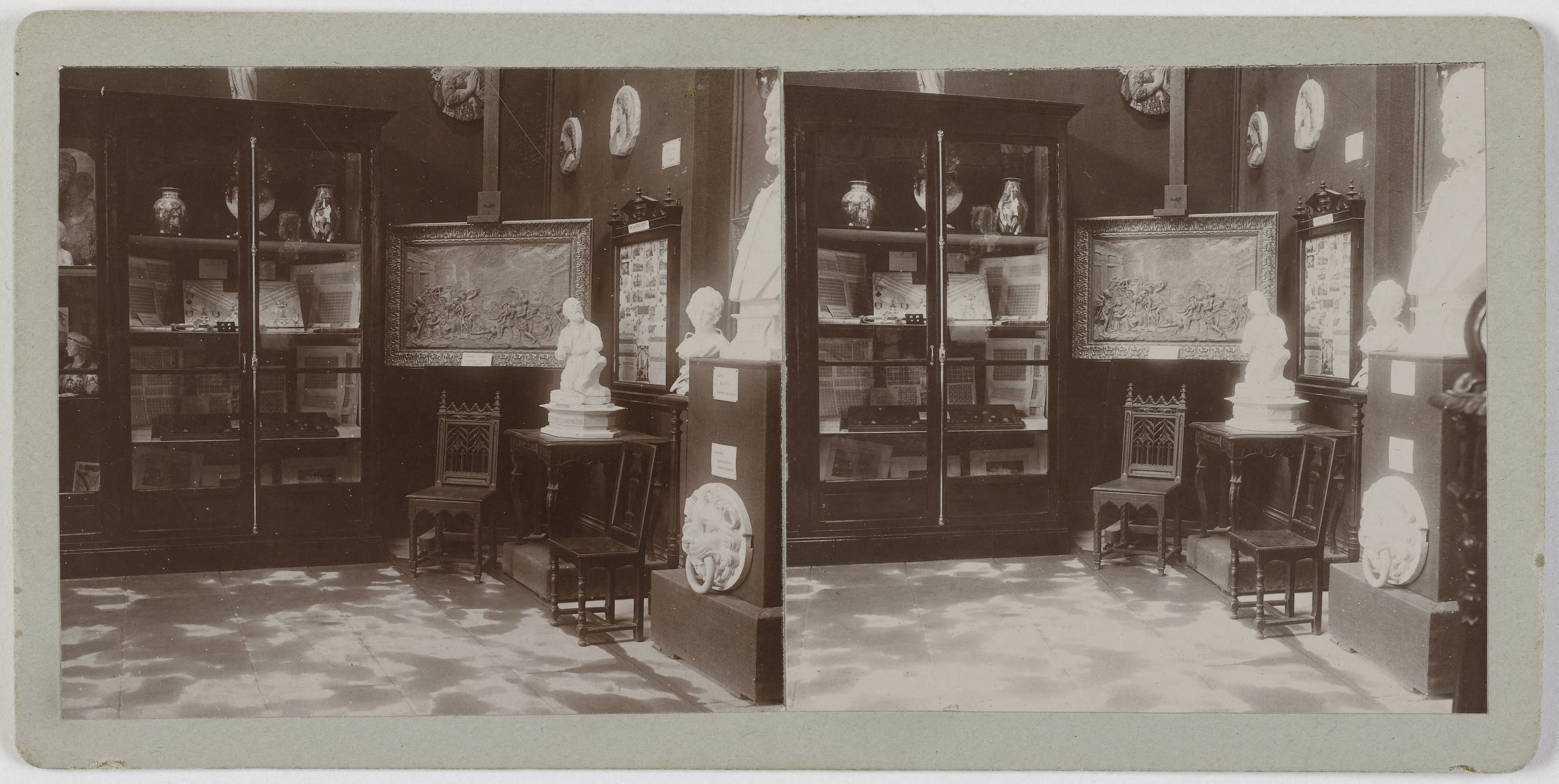